# 太田朝子
太田 朝子（おおた あさこ、1975年2月15日 - ）は、日本のシンガーソングライター。愛媛県松山市出身。
元DOG HAIR DRESSERSのギター・ボーカル。同バンド解散後はbuffalo buffalo、ザ・マルチーズなどのバンド活動を経て、現在はaskfy（アスクファイ）としてソロ活動中。

## 人物・経歴
愛媛県松山市にてピアノを売る父とピアノ教師の母の間に生まれる。幼少期より音楽を好み3才よりピアノで作曲をしていた。タケカワユキヒデ、松田聖子、プリンセス プリンセスに強く影響を受け、高校生の時に最初に組んだバンドはプリンセス プリンセスのコピーバンドだった。そのバンドではピアノで作曲し、ギターを持たないボーカル担当であったが、後に出会ったティーンエイジ・ファンクラブに強い衝撃を受けギターを持ち、ギターで作曲するようになる。ティーンエイジ・ファンクラブのようなバンドをやりたいと決意し、地元でDOG HAIR DRESSERSの前身となる王様カーディガンズというバンドを結成。ソニーに送ったデモテープがきっかけで、1999年にDOG HAIR DRESSERSとしてエピック・ソニーよりデビューした。
2001年のDOG HAIR DRESSERS解散後は特に音楽の方向性を定めず、色んなバンドでボーカルやギタリストを務めたりサポートギターや楽曲提供を行うなど、主にインディーシーンで多方面に活動を広げる一方で出産・子育てのため活動をセーブする時期もあった。その後も弟でありDOG HAIR DRESSERSのメンバーでもあった太田成義の急逝（2018年）、自身の肝臓がん（2019年）を乗り越え、2022年には約10年続けたギターポップ・バンド「ザ・マルチーズ」を解散、以降askfyとしてソロに転じた。
askfyの共同作業者はベーシスト・プロデューサーの根岸孝旨であり、DOG HAIR DRESSERS以来となる久々の再タッグによってaskfyの初音源"luminous"（5曲入りカセットテープ）をリリース、即完売した。一部ファンからは「DOG HAIR DRESSERS 1st の再来」と評された。

## ディスコグラフィー
| タイトル             | フォーマット                  | リリース日 | アーティスト名義     | レーベル                 |
| -------------------- | ----------------------------- | ---------- | -------------------- | ------------------------ |
| コッペル             | シングル                      | 1999年7月  | DOG HAIR DRESSERS    | Epic Sony                |
| オレンジジュース     | シングル                      | 1999年10月 | DOG HAIR DRESSERS    | Epic Sony                |
| ギャザーシューズ     | アルバム                      | 1999年11月 | DOG HAIR DRESSERS    | Epic Sony                |
| BOARD GAME           | シングル                      | 2000年5月  | DOG HAIR DRESSERS    | Epic Sony                |
| ハードロック II      | シングル                      | 2000年10月 | DOG HAIR DRESSERS    | Epic Sony                |
| LOW-NIN              | アルバム                      | 2000年10月 | DOG HAIR DRESSERS    | Epic Sony                |
| サンゴ               | アルバム                      | 2002年6月  | 太田朝子と裏表コイン | インフィニット・レコード |
| Dropped On Life      | ミニアルバム                  | 2008年12月 | Drop                 | LARGE MOUTH RECORDS      |
| ヘアーヘアー         | シングル                      | -          | buffalo buffalo      | ドンブラコレーベル       |
| 電気信号             | シングル                      | -          | buffalo buffalo      | ドンブラコレーベル       |
| SUNCRUSH             | アルバム                      | 2015年11月 | ザ・マルチーズ       | ドンブラコレーベル       |
| オレンジ             | シングル                      | 2016年5月  | ザ・マルチーズ       | ドンブラコレーベル       |
| brand new maltese    | ミニアルバム                  | 2017年10月 | ザ・マルチーズ       | ドンブラコレーベル       |
| Once Upon A Teenager | デジタル配信シングル          | 2020年8月  | ザ・マルチーズ       | ドンブラコレーベル       |
| luminous             | ミニアルバム (カセットテープ) | 2022年12月 | askfy                | ドンブラコレーベル       |

## 楽曲提供
| アーティスト | リリース日 | タイトル             | 収録作品   |
| ------------ | ---------- | -------------------- | ---------- |
| YUKI         | 2002年3月  | 惑星に乗れ           | PRISMIC    |
| YUKI         | 2003年3月  | ロックンロールスター | commune    |
| 阿部恭子     | -          | Yummy                | 東京アワー |